# Sinclaire Johnson
Sinclaire Johnson (* 13. April 1998 in Indianapolis) ist eine US-amerikanische Leichtathletin, die sich auf den 1500-Meter-Lauf spezialisiert hat.

## Sportliche Laufbahn
Sinclaire Johnson studierte von 2016 bis 2019 an der Oklahoma State University – Stillwater und wurde 2019 NCAA-Collegemeisterin im 1500-Meter-Lauf. Ihre ersten Erfahrungen bei internationalen Meisterschaften sammelte sie 2022, als sie über 1500 Meter bei den Weltmeisterschaften in Eugene startete und dort mit 4:01,63 min im Finale den sechsten Platz belegte. Im Jahr darauf schied sie bei den Weltmeisterschaften in Budapest mit 4:06,39 min im Halbfinale aus und anschließend siegte sie beim Meeting Citta' Di Padova in 1:59,76 min im 800-Meter-Lauf. 2025 belegte sie bei den Hallenweltmeisterschaften in Nanjing in  4:04,07 min den sechsten Platz über 1500 Meter.
2022 wurde Johnson US-amerikanische Meisterin im 1500-Meter-Lauf.

## Persönliche Bestleistungen
- 800 Meter: 1:59,76 min, 3. September 2023 in Padua
- 1500 Meter: 3:56,75 min, 30. Juni 2024 in Eugene
  - 1500 Meter (Halle): 4:04,07 min, 23. März 2025 in Nanjing
- Meile: 4:33,80 min, 6. August 2021 in Raleigh
  - Meile (Halle): 4:23,58 min, 2. Februar 2025 in Boston